# Luigi Dal Pont
Luigi Dal Pont (Belluno, 21 maggio 1924 – Belluno, 1985) è stato un partigiano italiano, medaglia d'oro al valor militare.

## Biografia
Dopo aver conseguito il diploma di perito elettromeccanico presso l'Istituto tecnico industriale di Belluno, Luigi Dal Pont era andato volontario in Marina. Un breve periodo trascorso al Deposito CREM di Venezia, poi era stato inviato a Pola, dove aveva frequentato, era il 1942, il corso per cannonieri armaioli. A Pola Dal Pont si era ammalato e, dopo un ricovero all'ospedale militare, era stato "prosciolto dalla ferma volontaria - come usa dire nella terminologia militare - ed aggregato alla propria classe per l'assolvimento dell'obbligo di leva". Le condizioni di salute del giovane erano precarie, tanto che il 30 giugno 1943 fu posto in congedo illimitato. Ciononostante, subito dopo l'8 settembre, il ragazzo entrò a far parte, quale partigiano combattente, della formazione "Alma Vivoda", battaglione autonomo della 14a Brigata Garibaldi "Trieste" (Divisione "Natisone") e della Divisione "Italia" operante in Venezia Giulia.
Distintosi in numerosi combattimenti nella zona del Piave, quando gli fu affidato il comando del Battaglione "Spirito", Dal Pont assunse poi anche la responsabilità del 1° Settore della città di Belluno, continuando a partecipare di persona alle azioni più rischiose. Fu gravemente ferito mentre, con un piccolo gruppo di partigiani, stava operando per far saltare un tronco ferroviario. Il suo comportamento in quella occasione gli ha valso la Medaglia d'oro al valore, che gli è stata assegnata nell'ottobre del 1950.
A Belluno gli è stata intitolata la scuola primaria statale di Quartier Cadore.